# 希尔德·斯特伦斯沃尔
希尔德·斯特伦斯沃尔（挪威語：Hilde Strømsvold，1967年8月17日—），挪威女子足球运动员，场上位置是守门员。她曾代表挪威国家队参加1991年国际足联女子世界杯，结果队伍获得亚军。